# Taenaris chionides
Taenaris chionides är en fjärilsart som beskrevs av Frederick DuCane Godman och Osbert Salvin 1880. Taenaris chionides ingår i släktet Taenaris och familjen praktfjärilar. Inga underarter finns listade i Catalogue of Life.